# Krzysztof Zalewski (dziennikarz)

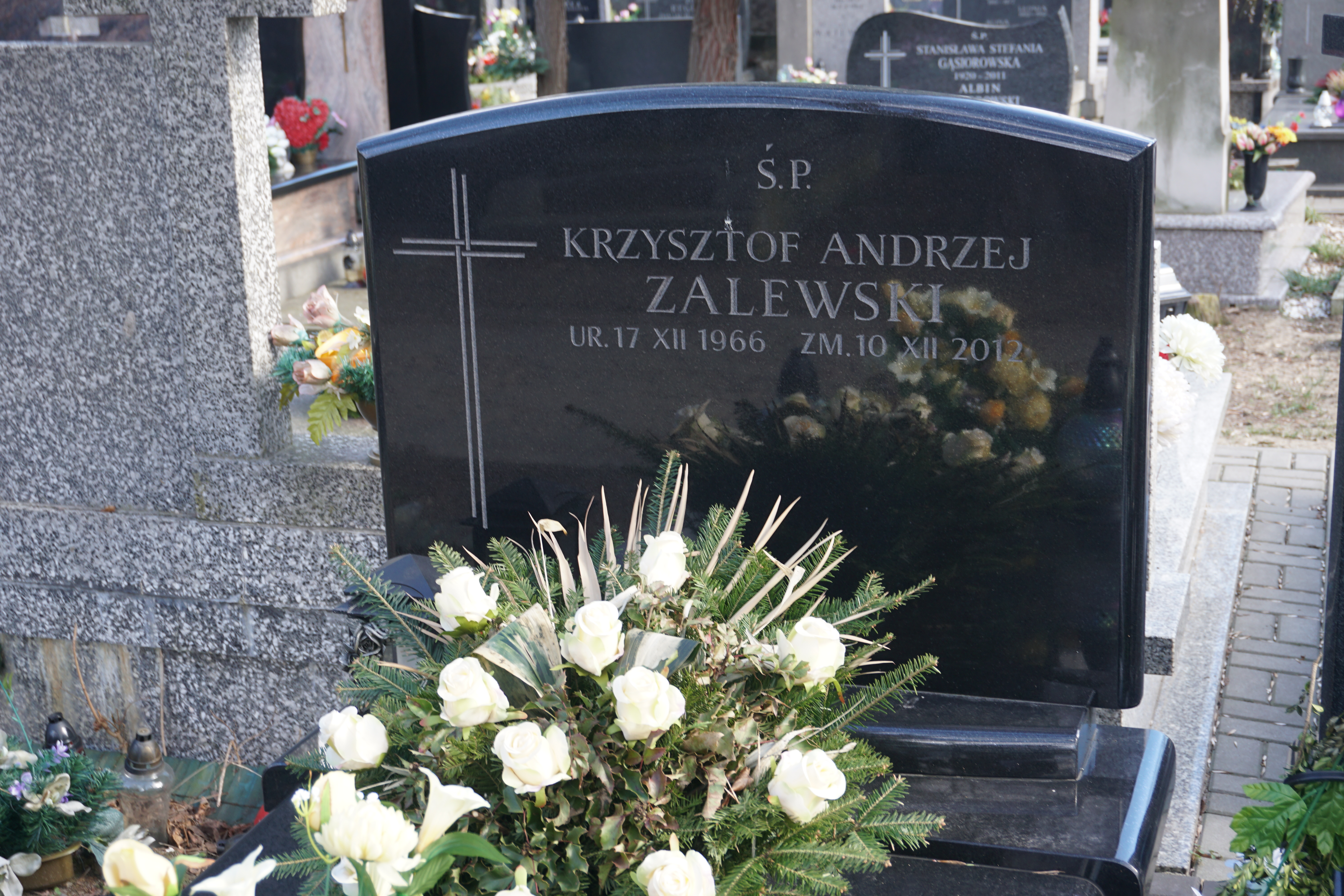
Grób Krzysztofa Zalewskiego na cmentarzu Bródnowskim

Krzysztof Andrzej Zalewski (ur. 17 grudnia 1966 w Warszawie, zm. 10 grudnia 2012 tamże) – polski przedsiębiorca, publicysta historyczny zajmujący się tematyką wojskową, dziennikarz, redaktor naczelny czasopism poświęconych tej tematyce.

## Życiorys
W 1985 r. ukończył Technikum Cukiernicze uzyskując tytuł technika-cukiernika. Pracował następnie zgodnie z zainteresowaniami jako publicysta historyczny, zajmując się historią wojskowości, zwłaszcza japońskiego lotnictwa pokładowego i walk na Pacyfiku podczas II wojny światowej. Wedle informacji podawanych przez Zalewskiego, opublikował on od 1991 roku jako dziennikarz ponad 500 specjalistycznych artykułów oraz pięć książek poświęconych tematyce historii wojskowości, lotnictwa i obronności. Był współzałożycielem i redaktorem naczelnym pism: „Nowa Technika Wojskowa” i „Lotnictwo Wojskowe” (późniejsze „Lotnictwo”) oraz współtwórcą pism „Morza Statki i Okręty” i w ostatnim okresie życia „Technika Wojskowa – Historia”. Od 1993 roku był udziałowcem i członkiem zarządu spółki wydawniczej Magnum-X Sp. z o.o., wydającej magazyny o tematyce historycznej. W wydawnictwie odpowiadał za prenumeratę, kierował dwumiesięcznikiem „Technika Wojskowa – Historia”, a także piastował funkcję członka zarządu. 

## Działalność publiczna
W drugiej połowie lat 80. działał w opozycyjnej Konfederacji Polski Niepodległej. W latach 2006–2010 przez dwie kadencje był radnym Prawa i Sprawiedliwości na warszawskim Targówku. W kolejnych wyborach samorządowych nie uzyskał reelekcji. W wyborach parlamentarnych w 2011 r., startował z 20 miejsca na liście warszawskiej Prawa i Sprawiedliwości (okręg nr 19), uzyskując 439 głosów, czyli 0,04%.
Wypowiadał się publicznie na temat katastrofy prezydenckiego Tu-154 w Smoleńsku, krytykując oficjalną wersję przyczyn katastrofy, między innymi na łamach „Gazety Polskiej”, „Polski” i „Nowego Państwa” oraz w telewizyjnych serwisach informacyjnych i programach publicystycznych, na kanałach Telewizji Polskiej, Telewizji Trwam, Polsatu i sieci TVN. Był również jednym z bohaterów filmu dokumentalnego 10.04.10 autorstwa Anity Gargas – będącego pierwszym filmem śledczym o katastrofie smoleńskiej. Krytyk raportów rosyjskiej komisji MAK i polskiej komisji Jerzego Millera.

## Okoliczności śmierci
Krzysztof Zalewski zginął 10 grudnia 2012 r. Do zdarzenia doszło w siedzibie wydawnictwa Magnum-X w budynku przy ul. Grochowskiej 306/310, około godziny 14, podczas spotkania członków zarządu. Krzysztof Zalewski został ugodzony nożem przez prezesa zarządu wydawnictwa, który przed tym spowodował wybuch granatu. Motywem działania sprawcy były rozliczenia finansowe i brak konsensusu co do dalszego kierowania spółką i zarzuty wzajemne pomiędzy członkami zarządu. Drugi znajdujący się w pomieszczeniu członek zarządu odniósł obrażenia od wybuchu. Sam napastnik również został poważnie ranny w rękę i brzuch w wyniku wybuchu.
W kwietniu 2015 r. prezes zarządu Magnum-X Cezary Szoszkiewicz został skazany przez sąd I instancji na 25 lat pozbawienia wolności za zabójstwo Krzysztofa Zalewskiego. Biegli uznali, że w chwili ataku nożem, ale nie podczas wcześniejszego odpalenia granatu, miał on w znacznym stopniu ograniczoną poczytalność. Prokuratura ustaliła, że nie ma związku między zabójstwem, a wypowiedziami Zalewskiego na tematy polityczne.

## Życie prywatne
Był żonaty z Beatą, miał troje dzieci; został pochowany na cmentarzu Bródnowskim w Warszawie (kwatera 19E-6-18).

## Publikacje autorskie
- Lotniskowce II wojny światowej cz. I (Wyd. „Lampart”, 1994, Warszawa, ISBN 83-901273-6-9)
- Lotniskowce II wojny światowej cz. II (Wyd. „Lampart”, 1994, Warszawa, ISBN 83-901273-5-0)
- Legion Condor (Wyd. „Lampart”, 1994, Warszawa, ISBN 83-11-08395-9) wspólnie z Tomaszem Nowakowskim i Mariuszem Skotnickim
- Amerykańskie lotnictwo pokładowe: 1941-1942 (Wyd. „Lampart”, 1996, Warszawa, ISBN 83-86776-17-X) wspólnie z Waldemarem Pajdoszem
- Japońskie lotnictwo pokładowe (Wyd. „Lampart”, 1999, Warszawa, ISBN 83-86776-37-4)
- Japońskie samoloty marynarki 1912-1945 cz. I (Wyd. „Lampart”, 1999, Warszawa, ISBN 83-86776-50-1) wspólnie z Tadeuszem Januszewskim
- Japońskie samoloty marynarki 1912-1945 cz. II (Wyd. „Lampart”, 2000, Warszawa, ISBN 83-86776-56-0) wspólnie z Tadeuszem Januszewskim
- Samolot myśliwski Nakajima Ki-84 Hayate/Frank (Wyd. „Magnum-X”, 2005, Warszawa, )
- Samolot myśliwski Mitsubishi A6M2 Reisen Zero/Zeke (Wyd. „Magnum-X”, 2006, Warszawa, ISBN 83-88920-35-9)